# Клембановиці (Польковицький повіт)
Клембановиці (пол. Kłębanowice) — село в Польщі, у гміні Радваниці Польковицького повіту Нижньосілезького воєводства.
Населення — 234 особи (2011).
У 1975-1998 роках село належало до Легницького воєводства.

## Демографія
Демографічна структура станом на 31 березня 2011 року:
|          | Загалом | Допрацездатний вік | Працездатний вік | Постпрацездатний вік |
| -------- | ------- | ------------------ | ---------------- | -------------------- |
| Чоловіки | 122     | 37                 | 81               | 4                    |
| Жінки    | 112     | 24                 | 70               | 18                   |
| Разом    | 234     | 61                 | 151              | 22                   |